# Лі Сейлз
Лі Пета Сейлз (англ. Leigh Peta Sales; 10 травня 1973, Брисбен, Квінсленд, Австралія) — австралійська журналістка, телеведуча і письменниця.

## Біографічні дані
Народилася 10 травня 1973 року в Брисбені (штат Квінсленд, Австралія). Закінчила «Aspley State High School», «Deakin University» (магістратура з міжнародних відносин) та «Queensland University of Technology» (бакалаврат з журналістки).
З 1996 року одружена з аніматором Філом Віллісом. Народила двох синів — Деніел Оскар Віліс (нар. 20.01.2012) і Джеймс Крістофер Віліс (нар. 27.02.2014).

## Кар'єра
Лі Сейлз була кореспонденткою вашингтонської інформаційної мережі у 2001—2005 роках, охопивши у своїй професійній діяльності період війни в Іраку, президентські вибори 2004 року, Гуантанамо й ураган Катріна.
У 2011 році Сейлз була призначена ведучою новин на «ABC» та інформаційно-аналітичної програми «7,30».
У січні 2013 року провела 70-хвилинне «Townterview» — поєднання інтерв'ю держсекретарки США Гілларі Клінтон в ратуші і на телебаченні. Це була остання така програма для Клінтон як держсекретарки США.